# Дисграфія
Дисгра́фія (від грец. dis — префікс, що означає розлад, γραφειν — пишу) — нездатність опанувати письмо та навчитися читати, не пов'язана з розвитком інтелекту. Найчастіше притаманна людям з дислексією. Розглядається як симптом при алалії, різних формах афазій, або при недорозвиненні мови. Основою дисграфії звичайно виступає неповноцінність фонематичного слуху й утруднення з вимовою, які перешкоджають опановуванню фонематичного складу слова. Може бути скоректована спеціальними вправами з читання та письма.
Розрізняють також аграфію — крайній варіант дисграфії, повну нездатність читати та писати.